# Paul Maue
Paul Maue (nascido em 4 de janeiro de 1932) é um ex-ciclista alemão, que competiu em duas provas de ciclismo nos Jogos Olímpicos de Helsinque 1952.
Em 1954, Maue se consagrou campeão alemão amador na prova de estrada. Dois anos depois, tornou-se profissional, permanecendo até o ano seguinte.